# Łomigory
Łomigory (ros. Ломигоры) – wieś (ros. село, trb. sieło) w zachodniej Rosji, w sielsowiecie łomigorskim rejonu wołowskiego w obwodzie lipieckim.

## Geografia
Miejscowość położona jest w dorzeczu rzeki Kszeń, 1,5 km od centrum administracyjnego sielsowietu łomigorskiego (Miszyno), 14 km od centrum administracyjnego rejonu (Wołowo), 132 km od stolicy obwodu (Lipieck).
W granicach miejscowości znajdują się ulice: Jużnaja, Siewiernaja.

## Demografia
W 2012 r. miejscowość zamieszkiwało 148 osób.